# Акопян, Акоп Мнацаканович
Ако́п Мнацака́нович Акопя́н (арм. Հակոբ Հակոբյան Մնացականի; 29 мая 1866, Елизаветполь — 13 ноября 1937, Тбилиси) — армянский советский писатель, переводчик и поэт; основоположник армянской пролетарской литературы. Один из первых пропагандистов марксизма в Армении. Народный писатель Армянской ССР и Грузинской ССР (1923).

## Биография
Родился в семье ремесленника в городе Елизаветполь (ныне Гянджа). Образование получил в Гянджинской гимназии, был исключён с пятого класса. Работал в Баку на нефтепромыслах чернорабочим, потом рабочим, бухгалтером, позже переехал в Тифлис и работал служащим в Тифлисском банке. Участник революционного движения с 1894 года. Подвергался арестам (1904, 1909, 1919).
Член РСДРП с 1904 года, большевик. Член ЦИК Закавказской федерации.
C 1901 года с перерывами работал в Тифлисском коммерческом банке. В 1903 году участвовал в демонстрации, устроенной по поводу захвата Голициным имущества церковноприходских школ армян, причем был жестоко избит казаками на Ванской улице, где происходил митинг. В 1911 году, по заданию партийной организации, Акопян ездил в Париж. В 1921 году, после установления Советской власти в Грузии, был комиссаром банков Грузии.
Умер в Тбилиси 13 ноября 1937 года. Похоронен в Тбилиси, в Пантеоне Ходживанка.

## Общественная деятельность

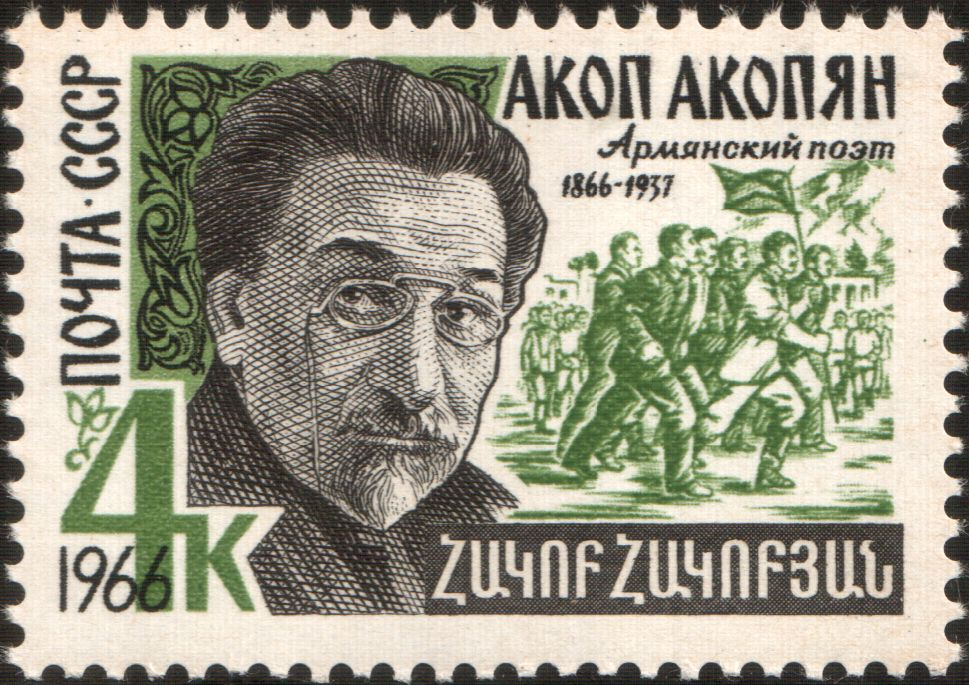
Почтовая марка СССР, 1966 год

Общественная и литературная деятельность тесно связана с революционной борьбой пролетариата. Акоп Акопян — один из первых пропагандистов марксизма в Армении. Член правления Ассоциации пролетарских писателей Грузии.

## Творческая деятельность
Писать начал в 1893 году. Стихи Акопяна (книга «Песни труда», 1906; брошюра «Революционные песни», 1907) ознаменовали рождение армянской пролетарской поэзии. Поэмы «Новое утро» (1909), «Красные волны» (1911) посвящены революционному движению в Закавказье; «Равенство» (1917) — произведение про будущее социалистическое общество, образец «революционного романтизма» в армянской литературе. В 1914 году, по примеру Горького, объединил революционных писателей, издав первые армянские марксистские альманахи: «Альбом рабочего», «Красные гвоздики». Социалистическое преобразование Кавказа и России рисует в поэмах: «Боги заговорили» (1922), «Шир-Канал» (1924), «Волховстрой» (1928), «Астхик» (1934) и других. Были изданы его литературные воспоминания и «Воспоминания агитатора» («Агитаторис могонеба»). Но примечательно, что ни в одном из своих произведений, даже периода 1915—1916 гг., — Акопян ни разу не упомянул про геноцид армян, учинённый младотурками.
Акопян переводил на армянский произведения Пушкина, Горького, Демьяна Бедного и других. Стихи Акопяна переведены на русский, украинский, грузинский и азербайджанский языки.